# Joseph Isidore Samson

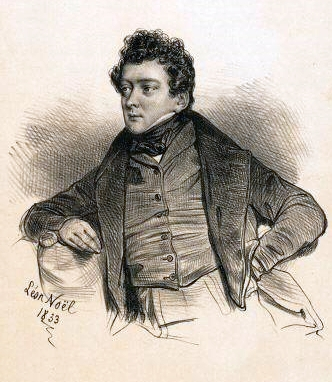
Joseph Isidore Samson, porträtterad av Alphonse-Léon Noël 1833.

Joseph Isidore Samson, född den 3 juli 1793 i Saint Denis, död den 28 mars 1871 i Auteuil, var en fransk skådespelare. Han var svärfar till Charles François Berton och morfar till Pierre Berton,
Samson erhöll 1816 engagemang vid en teater i Rouen och uppträdde sedan 1819, med undantag av två spelår, på Théâtre Français, där han 1827 blev societär. År 1863 drog han sig tillbaka till privatlivet. I Nordisk familjebok heter det: "S. skaffade sig ett stort rykte genom sitt fina, intelligenta spel". Han glänste företrädesvis i stycken av Molière, Beaumarchais, Scribe och Marivaux. Som lärare (från 1836 professor) vid konservatoriet åtnjöt Samson stort anseende. Bland hans lärjungar märks Rachel och till systrarna Augustine och Madeleine Brohan. Även som dramatisk författare uppträdde Samson med framgång; "Familjen Poisson eller de tre crispinerna" utgavs i svensk översättning av K.V.A. Strandberg 1865. Hans biografi skrevs av Legouvé (1875).